# Maison forte de Choisel (Savoie)
Ne pas confondre avec la « Maison forte » de Choisel (Yvelines).
La maison forte de Choisel, anciennement Choysel, est une ancienne maison forte, du XIIIe siècle, remaniée aux XVe et XVIIIe siècles, au Moyen Âge, siège de la seigneurie de Choisel, érigée en vicomté au XIVe siècle, dont les vestiges se dressent sur la commune de Saint-Paul, une commune française, dans le département de la Savoie en région Auvergne-Rhône-Alpes.

## Situation
Les vestiges de la maison forte se dressent, sur un mamelon, à 900 m, au nord-est du bourg, après le hameau des Janins.

## Histoire
Le fief et la maison forte de Choisel sont la possession, au XIIIe siècle, de la famille de Seyssel, qui les conserveront jusqu'à la Révolution ; Aymon de Seyssel, en 1263, déclare tenir le fief de l'évêque de Belley et non du comte de Savoie.
En 1350, Guigon de Seyssel, seigneur d'Aiguebelette et de Choisel, est possessionnés à Yenne. En 1390, Pierre de Seyssel, vicomte de Novalaise, est seigneur de Bourdeau, de Choisel, etc.
Les frères Louis et Hugonin Allamand, fils de feu Pierre, seigneur d'Albenc, en sont investis en 1432 et en 1481.
En 1480, vit Guillaume de Seyssel (†v. 1500), vicomte de Choisel. À sa mort, le titre de vicomte passe à André de Seyssel, son frère, seigneur d'Aiguebelette. En 1560, vit dans la maison forte, Antoine de Seyssel, vicomte de Choisel, marié à dame Marie de Lucinge. Elle lui apporte le fief voisin de Malet.
Pierre Torchefellon en reçoit, en 1503 et 1504, la quatrième partie.
Jean-Scipion de Seyssel, vicomte de Choisel, capitaine de cent arquebusiers, est marié, le 4 avril 1596, à Suzanne de Viry, veuve de François de Granier, seigneur du Châtelard. Jean-Scipion, par testament fait, le 5 mai 1618, au château de Choisel, désigne comme héritier, Aynard de Seyssel, né le 5 octobre 1602 à Choisel, son fils unique. Ce dernier, vicomte de Choisel et de Novalaise, seigneur de Malet, etc., hérite des seigneuries de Meyrieux et de Vacheresse. Il se retire en son château de Choisel, après avoir fait carrière comme militaire, où, le 8 avril 1630, le prince Thomas de Savoie-Carignan, lui enjoint l'ordre de faire garder la place, conséquence d'une nouvelle invasion de la Savoie par les troupes de Louis XIII. Aynard, meurt à l'âge de 78 ans, le 16 décembre 1680 en sa maison forte de Malet.
En novembre 1730, Gilbert de Seyssel, vicomte de Choisel, donne une procuration pour se faire représenter, à Yenne, au serment de fidélité après l'abdication de Victor-Amédée II de Savoie. Meurt, vers 1750, Jean-Pierre de Seyssel, vicomte de Choisel, colonel du régiment Choisel-infanterie. Charles-François de Seyssel (†1782), dernier vicomte de Choisel, réside au château de Choisel l'été, et, l'hiver dans sa maison de Yenne, acquise, en 1755, de demoiselle du Goy de la Martinière, sis au milieu de la grande rue. Le 14 février 1757, il est marié, à sa cousine, Sébastienne-Pétronille de Seyssel du Châtelard, fille d'Antoine Gilbert, comte de Seyssel-La Balme. Veuve, elle épousera en secondes noces, son cousin, le comte Joseph de Cordon, à qui elle apporte tous les biens hérités des Seyssel-La Balme et des Seyssel-Choisel. 
Sébastienne-Pétronille, s'oppose, en 1791, au projet de la ville de Yenne d'élever devant sa maison, où sont plantés des tilleuls, place centrale, une halle sur le ruisseau. En 1793 (25 pluviôse an II), elle propose à la municipalité de Saint-Paul, afin de conserver son château, d'en démolir les tourelles, ce qui n'empêcha pas que ce dernier soit vendu comme bien national. Ses acquéreurs attirèrent sur eux l'attention de l'administration centrale du département du Mont-Blanc, informé que le château était le cadre de débordement contraire à l'ordre public et la possible implication de l'agent municipal ; ce qui lui valut sa suspension provisoire par un arrêté de la dite administration du 16 floréal an VII.
Le château échoit par la suite au chevalier Perrin de Lépin, que ses héritiers vendirent, en 1900, à une famille du pays, les Bauds. En 1945, il est la propriété de Joseph Dullin.

## Description
La maison forte, dont l'origine remonte au XIIIe siècle, se présente sous la forme d'un corps de logis et de trois tours, deux donnant sur la façade, l'autre à l'arrière. Elle fut remaniée au XVe siècle, avec le percement de fenêtres à meneaux, et des ajouts au XVIIIe siècle.
Les tours furent arasées, en 1794, au niveau du toit. Dans la cour, subsiste le socle qui portait la croix de justice de la juridiction de Seyssel. 
Les armes que l'on peut encore voir aujourd'hui à l'entrée du château sont celles du chevalier Perrin de Lépin.